# Kim Če-jop
Kim Če-jop (korejsky 김재엽), (anglicky Kim Jae-yup), (* 17. května 1964 v Tegu, Jižní Korea) je bývalý korejský zápasník – judista, olympijský vítěz z roku 1988.

## Sportovní kariéra
Judu se vrcholově věnoval jako student univerzity Kwang-un v Soulu. V roce 1984 si zajistil nominaci na olympijské hry v Los Angeles a vybojoval stříbrnou olympijskou medaili. V roce 1988 si účast na olympijských hrách v Soulu zopakoval a po především taktickém výkonu získal před domácím publikem zlatou olympijskou medaili. Popularita kterou si vítězstvím získal ho však v dalších letech stála post reprezentační jedničky. Sportovní kariéru ukončil před olympijské hrami v Barceloně v roce 1992. Věnoval se podnikání, které ho stálo manželství a všechny peníze. Pokusil se o sebevraždu, ale přežil. V současnosti se věnuje trenérské práci.

## Výsledky
| Turnaj            | 1983            | 1984            | 1985            | 1986            | 1987            | 1988            |
| Turnaj            | 19              | 20              | 21              | 22              | 23              | 24              |
| Turnaj            | superlehká váha | superlehká váha | superlehká váha | superlehká váha | superlehká váha | superlehká váha |
| ----------------- | --------------- | --------------- | --------------- | --------------- | --------------- | --------------- |
| Olympijské hry    |                 | 2.              |                 |                 |                 | 1.              |
| Mistrovství světa | —               |                 | —               |                 | 1.              |                 |
| Asijské hry       |                 |                 |                 | 1.              |                 |                 |
| Mistrovství Asie  |                 | —               |                 |                 |                 | 1.              |
| MS juniorů        | 1.              |                 |                 |                 |                 |                 |

## Podrobnější výsledky

### Olympijské hry
| Rok      | Kategorie       |  | 1/64                            | 1/32                             | 1/16                            | čtvrtfinále                 | semifinále                 | finále                            |
| -------- | --------------- |  | ------------------------------- | -------------------------------- | ------------------------------- | --------------------------- | -------------------------- | --------------------------------- |
| LOH 1984 | superlehká váha |  | x                               | volný los                        | výhra – waz/kug Carlos Sotillo  | výhra – (yus) Guy Delvingt  | výhra – yuk/tno Ed Liddie  | prohra – 1:09/ysg Šindži Hosokawa |
| LOH 1988 | superlehká váha |  | výhra – 2:28/uma Mohamed Madhar | výhra – kok/? Amiran Totikašvili | výhra – (yus) Sergio Pessoa st. | výhra – 3:27/? Helmut Dietz | výhra – kok/? Patrick Roux | výhra – kok/? Kevin Asano         |

### Mistrovství světa
| Rok     | Kategorie       |  | 1/64                        | 1/32                        | 1/16                        | čtvrtfinále                 | semifinále                  | finále                      |
| ------- | --------------- |  | --------------------------- | --------------------------- | --------------------------- | --------------------------- | --------------------------- | --------------------------- |
| MS 1985 | superlehká váha |  | nestartoval – Pak Čchol-han | nestartoval – Pak Čchol-han | nestartoval – Pak Čchol-han | nestartoval – Pak Čchol-han | nestartoval – Pak Čchol-han | nestartoval – Pak Čchol-han |
| MS 1987 | superlehká váha |  | volný los                   | výhra Gino Giampa           | výhra Patrick Roux          | výhra Neil Eckersley        | výhra Čatib Chačak          | výhra Šindži Hosokawa       |